# Grafenau (Böblingeni járás)
Grafenau település Németországban, azon belül Baden-Württembergben. Lakosainak száma 6779 fő (2023. december 31.).

## Népesség
A település népessége az elmúlt években az alábbi módon változott:
| Lakosok száma | 3427 | 4468 | 4801 | 5089 | 5208 | 5758 | 6565 | 6662 | 6418 | 6779 |
|               | 1961 | 1968 | 1974 | 1981 | 1987 | 1994 | 2000 | 2007 | 2013 | 2023 |